# Jenny Scheinman
Jenny Scheinman ( 8. června 1979, Jacksonville, Florida, USA) je americká houslistka a zpěvačka. Spolupracovala s mnoha hudebníky, mezi které patří například Lou Reed, Aretha Franklin, Lucinda Williams, Bill Frisell, John Zorn a mnoho dalších.

## Diskografie
Toto není kompletní seznam.
Sólová
- Live at Yoshi's (2000)
- The Rabbi's Lover (2002)
- Shalagaster (2004)
- Crossing the Field (2008)
- Jenny Scheinman (2008)

S Ani DiFranco
- Red Letter Year (2008)

S Johnem Zornem
- Voices in the Wilderness (2003)[1]

S Billem Frisellem
- The Intercontinentals (2003)
- Unspeakable (2004)
- Richter 858 (2005)
- History, Mystery (2008)
- Disfarmer (2009)
- All We Are Saying... (2011)

S Christianem McBride
- Live at Tonic (2006)

S Madeleine Peyroux
- Standing on the Rooftop (2011)

S Lucindou Williams
- West (2007)

S Lou Reedem a skupinou Metallica
- Lulu (2011)